# アルクトス
アルクトス（欧字名:Arctos、2015年5月2日 - ）は、日本の競走馬。主な勝ち鞍は2020年・2021年のマイルチャンピオンシップ南部杯、2021年のさきたま杯、2019年のプロキオンステークス。
馬名の意味は「北斗七星（ギリシャ語）」で、母名からの連想。

## 経歴
2016年のセレクションセール（1歳）に上場され、1900万円（税抜）で山口功一郎に落札された。

### 2歳（2017年）
10月14日の新馬戦（東京ダート1400m）に鞍上大野拓弥で出走。3番手に位置を取り直線では内を突いたが、逃げ馬を捉えきれず2着となった。

### 3歳（2018年）
この年初戦となった2月3日の未勝利戦（東京ダート1600m）では単勝オッズ1.4倍の圧倒的人気に推されると、レースでは2番手追走から3コーナーで先頭に立ち、後続を引き離して6馬身差の圧勝を飾った。
200mの距離延長となった次走2月24日の500万下競走（中山ダート1800m）でも1倍台の人気を集めたが、直線半ばで馬群に飲み込まれて8着に終わった。その後は田辺裕信を鞍上に迎えて初の芝レースとなる5月20日の500万下競走（東京芝1600m）に出走したが、9着に敗れる。
再びダートに戻った6月10日の500万下競走（東京ダート1600m）ではゴール200m手前で先頭に並びかけると、そのまま押し切り2着に3馬身1/2差を付けて優勝。続く6月30日の猪苗代特別（古馬混合1000万下、福島ダート1700m）では好位追走から内を突いて先頭に立ち、連勝で3勝目を挙げた。
次走には初の重賞挑戦となる8月5日のレパードステークス（GIII、新潟ダート1800m）を選択。3番手追走から内を突いて前を追ったものの、外の馬に差し切られて5着となった。
秋初戦の錦秋ステークス（1600万下、東京ダート1600m）では単勝オッズ1.9倍の支持を受け、先手を取って逃げると最後まで粘り切って優勝しオープン入りした。

### 4歳（2019年）
年明け初戦となった1月6日のポルックスステークス（OP、中山ダート1800m）は過去2走して8着・5着と苦手にしていた1800m戦で6着に敗れたが、続く4月20日のオアシスステークス（リステッド、東京ダート1600m）では先団から前を差し切って優勝。次走5月25日の欅ステークス（OP、東京ダート1400m）では1番人気に推され、前走で2着に破ったドリームキラリと叩き合いになったが、これをハナ差で下して連勝した。
その後は2度目の重賞挑戦となる7月7日のプロキオンステークス（GIII、中京ダート1400m）に出走。前年の本レースを日本レコードで制し、前走はドバイゴールデンシャヒーンで2着に入ったマテラスカイに次ぐ2番人気の支持を受けた。レースではマテラスカイがハイペースで引っ張る展開の中で好位に位置を取り、ゴール100m手前でマテラスカイを交わして先頭に立つと、外から並びかけて来たミッキーワイルドを振り切って優勝。3連勝で重賞初制覇を達成した。鞍上の田辺にとっては区切りの重賞30勝目となり、管理調教師の栗田は2011年の開業以来24回目の挑戦で重賞初勝利となった。
次走には初のJpnI参戦となる10月14日のマイルチャンピオンシップ南部杯（JpnI、盛岡ダート1600m）を選択し、中間に皮膚炎に罹るアクシデントがあったものの無事に出走。ここまでマイル戦で4戦無敗という高い距離適性が評価され、休養明けだったGI/JpnI競走5勝馬ゴールドドリーム（単勝オッズ1.3倍）に次ぐ2番人気（3.6倍）に推された。レースでは競り合って逃げる前2頭から離れた3番手に位置を取り、4コーナーで後ろから迫って来たゴールドドリームの進出に合わせて追い出したが、外を周って先頭に並びかけていたサンライズノヴァの勢いに及ばず、最後は内から伸びたものの1馬身半差の2着だった。鞍上の田辺は「ゴールドドリームを意識しすぎたかもしれない。それでも自分の競馬はできたし、初のG1でよく食らいついてくれたと思う」とコメントした。

### 5歳（2020年）
年明け初戦は初のJRA・GI挑戦となる2月23日のフェブラリーステークス（GI、東京ダート1600m）に出走。レースでは好スタートから逃げたワイドファラオを追走する展開となり、直線で抜け出して先頭に立ったが、ハイペースが影響して最後は脚色が鈍り9着に敗れた（詳細は第37回フェブラリーステークスを参照）。続いて出走した5月5日のかしわ記念（JpnI、船橋ダート1600m）では前走で競り合ったワイドファラオが逃げる中で3番手に控えたが、結果的にスローペースでの逃げを許す形となり、直線で前を追ったものの最後はサンライズノヴァに交わされ4着に敗れた。続く8月9日のエルムステークス（GIII、札幌ダート1700m）では中団の内に位置を取ったが、直線で前との差を詰め切れず6着となる。
その後は前年に引き続き、10月12日のマイルチャンピオンシップ南部杯に出走。前年の勝ち馬サンライズノヴァや当年のフェブラリーステークス優勝馬モズアスコットなどが名を連ね、6番人気での出走となった。雨のなかで行われたレースでは前を行くインティとモズアスコットを好位の外から追走し、4コーナーで前に並びかけると、直線では内で粘るモズアスコットとの叩き合いとなり、ゴール前でクビ差制してJpnI初制覇。勝ちタイム1分32秒7はクロフネが2001年武蔵野ステークスで記録した1分33秒3を上回るダート1600mの日本レコードとなった。また、オーナーの山口、調教師の栗田はこれが初のGI級競走優勝、父アドマイヤオーラにとっても産駒初のGI級競走優勝であった。デビュー4戦目からコンビを組んできた鞍上の田辺は「若いうちからコンビを組んで、一段一段階段を上がってきて、ようやくここまでこられた。ほんとに馬をほめてあげたいですね」とコメントした。
続いて出走した12月6日のチャンピオンズカップ（GI、中京ダート1800m）は9番人気での9着に敗れ、この年を終える。

### 6歳（2021年）
この年は1月31日の根岸ステークス（GIII、東京ダート1400m）から始動。南部杯優勝による別定斤量59kgを背負ったこともあって6番人気での出走となったが、直線で内を突き1着馬と0.2秒差の4着に入る。続くフェブラリーステークスではカフェファラオに次ぐ2番人気に推されたものの、最後は伸びを欠き9着となった。
その後は金沢競馬場の1400mで行われる秋のJBCスプリントを目標に掲げ、同じく小回りの1400mでのレースとなる6月3日のさきたま杯（JpnII、浦和ダート1400m）に出走。道中5番手の追走から4コーナーで外に持ち出すと、内から伸びたエアスピネルを半馬身差で差しきり、重賞3勝目を飾った。その後は休養に入り、マイルチャンピオンシップ南部杯に出走、道中3番手から直線で抜け出し、最後は2着ヒロシゲゴールドに2馬身半差の完勝でコパノリッキー以来、史上7頭目の連覇をなし遂げた。右前の球節に不安があるとし、その後は休養に入った。

### 7歳（2022年）
7歳初戦となったフェブラリーステークスは好位につけたものの伸びきれず、7着に敗れた。休養を経て3連覇を目指して出走したマイルチャンピオンシップ南部杯は14着と大敗した。レース後、オーナーの山口は自身のTwitter投稿で、このレースを最後に競走生活を引退し、北海道新冠町の優駿スタリオンステーションで種牡馬入りすることを発表した。そして、同年10月14日付けでJRAの競走馬登録を抹消された。

## 競走成績
以下の内容は、netkeiba.comの情報に基づく。
| 競走日     | 競馬場 | 競走名          | 格       | 距離（馬場）  | 頭 数 | 枠 番 | 馬 番 | オッズ （人気） | 着順 | タイム （上がり3F） | 着差 | 騎手      | 斤量 [kg] | 1着馬（2着馬）       | 馬体重 [kg] |
| ---------- | ------ | --------------- | -------- | ------------- | ----- | ----- | ----- | --------------- | ---- | ------------------- | ---- | --------- | --------- | -------------------- | ----------- |
| 2017.10.14 | 東京   | 2歳新馬         |          | ダ1400m（不） | 16    | 4     | 7     | 004.30（3人）   | 02着 | R1:24.2（35.9）     | -0.1 | 0大野拓弥 | 55        | ダークリパルサー     | 518         |
| 2018.02.03 | 東京   | 3歳未勝利       |          | ダ1600m（不） | 16    | 5     | 10    | 001.40（1人）   | 01着 | R1:37.4（35.9）     | -1.0 | 0大野拓弥 | 56        | （トーセンモナルカ） | 526         |
| 0000.02.24 | 中山   | 3歳500万下      |          | ダ1800m（良） | 14    | 1     | 1     | 001.90（1人）   | 08着 | R1:57.4（41.1）     | -1.1 | 0大野拓弥 | 56        | クレディブル         | 528         |
| 0000.05.20 | 東京   | 3歳500万下      |          | 芝1600m（良） | 14    | 8     | 14    | 016.00（6人）   | 09着 | R1:35.8（35.7）     | -2.2 | 0田辺裕信 | 56        | アメリカンワールド   | 536         |
| 0000.06.10 | 東京   | 3歳上500万下    |          | ダ1600m（重） | 16    | 2     | 4     | 003.30（2人）   | 01着 | R1:36.6（36.2）     | -0.6 | 0田辺裕信 | 54        | （ゴールドブラッド） | 534         |
| 0000.06.30 | 福島   | 猪苗代特別      | 1000万下 | ダ1700m（良） | 15    | 2     | 2     | 004.30（2人）   | 01着 | R1:45.7（36.5）     | -0.2 | 0田辺裕信 | 54        | （イダペガサス）     | 532         |
| 0000.08.05 | 新潟   | レパードS       | GIII     | ダ1800m（良） | 15    | 2     | 2     | 007.30（4人）   | 05着 | R1:52.8（38.4）     | -0.8 | 0田辺裕信 | 56        | グリム               | 536         |
| 0000.11.18 | 東京   | 錦秋S           | 1600万下 | ダ1600m（良） | 8     | 3     | 3     | 001.90（1人）   | 01着 | R1:38.1（35.5）     | -0.1 | 0田辺裕信 | 56        | （レッドオルバース） | 540         |
| 2019.01.06 | 中山   | ポルックスS     | OP       | ダ1800m（良） | 13    | 3     | 3     | 006.00（2人）   | 06着 | R1:54.0（37.4）     | -0.7 | 0田辺裕信 | 55        | テーオーエナジー     | 550         |
| 0000.04.20 | 東京   | オアシスS       | L        | ダ1600m（良） | 16    | 7     | 13    | 006.30（4人）   | 01着 | R1:36.7（36.3）     | -0.2 | 0田辺裕信 | 56        | （ドリームキラリ）   | 546         |
| 0000.05.25 | 東京   | 欅S             | OP       | ダ1400m（良） | 16    | 1     | 1     | 002.50（1人）   | 01着 | R1:23.4（35.5）     | -0.0 | 0田辺裕信 | 57        | （ドリームキラリ）   | 546         |
| 0000.07.07 | 中京   | プロキオンS     | GIII     | ダ1400m（稍） | 15    | 6     | 10    | 006.50（2人）   | 01着 | R1:21.2（36.5）     | -0.1 | 0田辺裕信 | 56        | （ミッキーワイルド） | 548         |
| 0000.10.14 | 盛岡   | MCS南部杯       | JpnI     | ダ1600m（良） | 16    | 2     | 4     | 003.60（2人）   | 02着 | R1:34.5（36.3）     | -0.3 | 0田辺裕信 | 57        | サンライズノヴァ     | 540         |
| 2020.02.23 | 東京   | フェブラリーS   | GI       | ダ1600m（良） | 16    | 1     | 2     | 009.00（4人）   | 09着 | R1:37.0（38.3）     | -1.8 | 0田辺裕信 | 57        | モズアスコット       | 548         |
| 0000.05.05 | 船橋   | かしわ記念      | JpnI     | ダ1600m（良） | 7     | 3     | 3     | 010.20（4人）   | 04着 | R1:39.4（36.7）     | -0.8 | 0田辺裕信 | 57        | ワイドファラオ       | 558         |
| 0000.08.09 | 札幌   | エルムS         | GIII     | ダ1700m（良） | 14    | 7     | 11    | 012.50（6人）   | 06着 | R1:44.1（36.3）     | -0.7 | 0田辺裕信 | 56        | タイムフライヤー     | 546         |
| 0000.10.12 | 盛岡   | MCS南部杯       | JpnI     | ダ1600m（稍） | 16    | 7     | 14    | 006.90（6人）   | 01着 | R1:32.7（35.2）     | -0.1 | 0田辺裕信 | 57        | （モズアスコット）   | 542         |
| 0000.12.06 | 中京   | チャンピオンズC | GI       | ダ1800m（良） | 16    | 5     | 9     | 051.50（9人）   | 09着 | R1:50.3（37.4）     | -1.0 | 0田辺裕信 | 57        | チュウワウィザード   | 544         |
| 2021.01.31 | 東京   | 根岸S           | GIII     | ダ1400m（稍） | 16    | 7     | 14    | 010.80（6人）   | 04着 | R1:22.5（35.8）     | -0.2 | 0田辺裕信 | 59        | レッドルゼル         | 544         |
| 0000.02.21 | 東京   | フェブラリーS   | GI       | ダ1600m（良） | 16    | 3     | 6     | 004.70（2人）   | 09着 | R1:35.6（36.6）     | -1.2 | 0田辺裕信 | 57        | カフェファラオ       | 540         |
| 0000.06.03 | 浦和   | さきたま杯      | JpnII    | ダ1400m（良） | 12    | 1     | 1     | 002.20（1人）   | 01着 | R1:24.9（36.6）     | -0.1 | 0田辺裕信 | 58        | （エアスピネル）     | 545         |
| 0000.10.11 | 盛岡   | MCS南部杯       | JpnI     | ダ1600m（不） | 16    | 8     | 16    | 003.20（1人）   | 01着 | R1:35.3（36.3）     | -0.4 | 0田辺裕信 | 57        | （ヒロシゲゴールド） | 544         |
| 2022.02.20 | 東京   | フェブラリーS   | GI       | ダ1600m（重） | 16    | 2     | 4     | 007.00（3人）   | 07着 | R1:34.7（35.1）     | -0.9 | 0田辺裕信 | 57        | カフェファラオ       | 548         |
| 0000.10.10 | 盛岡   | MCS南部杯       | JpnI     | ダ1600m（不） | 16    | 5     | 9     | 003.70（2人）   | 14着 | R1:37.4（39.4）     | -2.8 | 0田辺裕信 | 57        | カフェファラオ       | 541         |

- タイム欄のRはレコード勝ちを示す

## エピソード
初の重賞制覇となった2019年のプロキオンステークス（プロキオンは恒星名）は、7月7日（七夕）に行われた同競走を母ホシニイノリヲの息子でありアルクトス（ギリシャ語で北斗七星）の名を持つ本馬が優勝するという、星尽くしの結果であった。なお、同日に福島競馬場で行われた七夕賞ではトーセンホマレボシ産駒のミッキースワローが優勝している。

## 血統表
| アルクトスの血統              | アルクトスの血統                                  | アルクトスの血統                             | （血統表の出典）                             | （血統表の出典） |
| 父系                          | サンデーサイレンス系(ヘイロー系)                  | サンデーサイレンス系(ヘイロー系)             | サンデーサイレンス系(ヘイロー系)             | [ § 2 ]          |
| 父 アドマイヤオーラ 2004 鹿毛 | 父の父アグネスタキオン 1998 栗毛                  | *サンデーサイレンス                          | Halo                                         | Halo             |
| 父 アドマイヤオーラ 2004 鹿毛 | 父の父アグネスタキオン 1998 栗毛                  | *サンデーサイレンス                          | Wishing Well                                 |                  |
| 父 アドマイヤオーラ 2004 鹿毛 | 父の父アグネスタキオン 1998 栗毛                  | アグネスフローラ                             | *ロイヤルスキー                              | *ロイヤルスキー  |
| 父 アドマイヤオーラ 2004 鹿毛 | 父の父アグネスタキオン 1998 栗毛                  | アグネスフローラ                             | アグネスレディー                             |                  |
| 父 アドマイヤオーラ 2004 鹿毛 | 父の母ビワハイジ 1993 青鹿毛                      | Caerleon                                     | Nijinsky II                                  | Nijinsky II      |
| 父 アドマイヤオーラ 2004 鹿毛 | 父の母ビワハイジ 1993 青鹿毛                      | Caerleon                                     | Foreseer                                     |                  |
| 父 アドマイヤオーラ 2004 鹿毛 | 父の母ビワハイジ 1993 青鹿毛                      | *アグサン                                    | Lord Gayle                                   | Lord Gayle       |
| 父 アドマイヤオーラ 2004 鹿毛 | 父の母ビワハイジ 1993 青鹿毛                      | *アグサン                                    | Santa Luciana                                |                  |
| 母 ホシニイノリヲ 2009 鹿毛   | 母の父*シンボリクリスエス 1999 黒鹿毛             | Kris S.                                      | Roberto                                      | Roberto          |
| 母 ホシニイノリヲ 2009 鹿毛   | 母の父*シンボリクリスエス 1999 黒鹿毛             | Kris S.                                      | Sharp Queen                                  |                  |
| 母 ホシニイノリヲ 2009 鹿毛   | 母の父*シンボリクリスエス 1999 黒鹿毛             | Tee Kay                                      | Gold Meridian                                | Gold Meridian    |
| 母 ホシニイノリヲ 2009 鹿毛   | 母の父*シンボリクリスエス 1999 黒鹿毛             | Tee Kay                                      | Tri Argo                                     |                  |
| 母 ホシニイノリヲ 2009 鹿毛   | 母の母*コンキスタドレス Conquistadoress 1992 鹿毛 | Seeking the Gold                             | Mr. Prospector                               | Mr. Prospector   |
| 母 ホシニイノリヲ 2009 鹿毛   | 母の母*コンキスタドレス Conquistadoress 1992 鹿毛 | Seeking the Gold                             | Con Game                                     |                  |
| 母 ホシニイノリヲ 2009 鹿毛   | 母の母*コンキスタドレス Conquistadoress 1992 鹿毛 | Bless You                                    | Halo                                         | Halo             |
| 母 ホシニイノリヲ 2009 鹿毛   | 母の母*コンキスタドレス Conquistadoress 1992 鹿毛 | Bless You                                    | Wedding Party                                |                  |
| 母系(F-No.)                   | (FN:1-s)                                          | (FN:1-s)                                     | (FN:1-s)                                     | [ § 3 ]          |
| 5代内の近親交配               | Halo 4×4=12.50%、Hail to Reason 5×5・5=9.38%      | Halo 4×4=12.50%、Hail to Reason 5×5・5=9.38% | Halo 4×4=12.50%、Hail to Reason 5×5・5=9.38% | [ § 4 ]          |
| 出典                          | 1. 2. 3. 4.                                       | 1. 2. 3. 4.                                  | 1. 2. 3. 4.                                  | 1. 2. 3. 4.      |

- 祖母コンキスタドレスは1995年アッシュランドステークスの2着馬[46]。3代母の半妹の孫に2008年スピンスターステークス優勝馬Carriage Trailがいる[47]。
- 9代母は一大牝系を築いた名繁殖牝馬La Troienne。本馬の4代血統表に名前が見えるCaerleonなども同じ牝系の出身である。